# Fjärrverk
Fjärrverk eller ekoverk: I en orgel finns ofta flera uppsättningar med pipor, kopplade till var sin manual i spelbordet. Ett verk beläget långt ifrån resten av orgeln och dess spelbord benämns fjärrverk eller ekoverk. Vanliga platser är bakom högaltaret eller på vinden. För att klara överföring av impulser från tangent och registerandrag erfordras elektrisk förbindelse till luftlådan. Fjärrverk är inte så vanliga men förekommer i en del större, senromantiskt disponerade orglar med avsikt att åstadkomma "himmelskt" avlägsna toner.

## Exempel på orglar med fjärrverk
- Caroli kyrka, Malmö (6 stämmor)

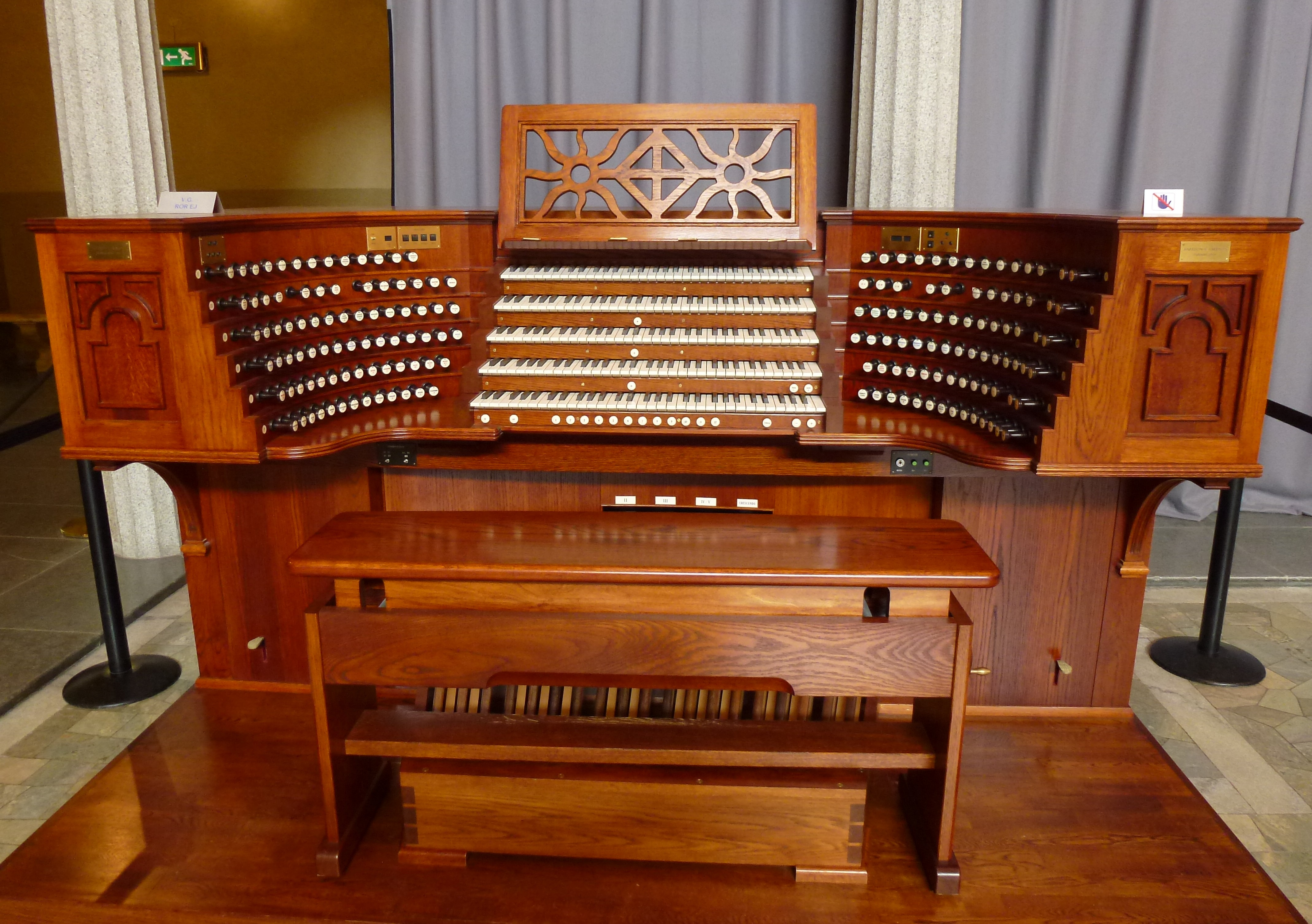
Stadshusorgelns fjärrverk står i Blå hallen.

- Engelbrektskyrkan, Stockholm (9 stämmor)
- Högalidskyrkan, Stockholm (7 stämmor)
- Oscarskyrkan, Stockholm (7 stämmor)
- Sankt Jacobs kyrka, Stockholm (13 stämmor)
- Sankt Petri kyrka, Malmö (8 stämmor)
- Stockholms stadshus (manualen 17 stämmor, pedalen 4 stämmor)
- Uddevalla kyrka, Bohuslän (5 stämmor)
- Burträsks kyrka, Västerbotten (5 stämmor)
- Sancta Maria kyrka, Helsingborg (10 stämmor)
- Kalmar domkyrka (6 stämmor)
- Sölvesborgs kyrka (6 stämmor)
- Kristinehamns kyrka (4 stämmor)
- Sanct Olofs kyrka, Skellefteå (4 stämmor)
- Visby domkyrka (5 stämmor)
- Motala kyrka (6 stämmor)
- Strängnäs domkyrka (11 stämmor)
- Södertälje kyrka (5 stämmor)
- Västerås domkyrka (4 stämmor)
- Garpenbergs kyrka (4 stämmor)
- Chapmanskolan, Karlskrona (6 stämmor)